# Eois hyperythraria
Eois hyperythraria là một loài bướm đêm trong họ Geometridae.